# لاز ألونسو
لاز ألونسو (بالإنجليزية: Laz Alonso) هو ممثل أمريكي، ولد في 25 مارس 1974 بواشنطن العاصمة في الولايات المتحدة.

## أعمال

### أفلام
- (2005) جارهيد[4]
- (2005) قسطنطين[5]
- (2009) أفاتار[6][7][8][9]
- (2009) السرعة والغضب[10][11]
- (2011) ستراو دوغز
- (2017) ديترويت

### مسلسلات
- الرفاق
- ميامي
- ملوك الهروب

## وصلات خارجية
- لاز ألونسو على موقع IMDb (الإنجليزية)
- لاز ألونسو على موقع ألو سيني (الفرنسية)
- لاز ألونسو على موقع أول موفي (الإنجليزية)
- لاز ألونسو على موقع قاعدة بيانات الأفلام السويدية (السويدية)
- لاز ألونسو على موقع إن إن دي بي (الإنجليزية)
- لاز ألونسو على موقع قاعدة بيانات الفيلم (الإنجليزية)
- لاز ألونسو على موقع كينوبويسك (الروسية)